# Эндрюс, Джеймс (рейдер)
Джеймс Дж. Эндрюс (англ. James J. Andrews) — житель штата Кентукки; в период Гражданской войны, будучи гражданским лицом, являлся двойным агентом и занимался шпионажем в пользу армии Севера. В апреле 1862 года возглавил военный рейд, в ходе которого с группой солдат проник на территорию Конфедерации, где угнал поезд с целью совершения диверсии по нарушению логистики армии Юга. Данная операция, однако, полностью провалилась, а рейдеры были схвачены. Позже часть из них, включая самого Эндрюса, была казнена; выжившие стали первыми награждёнными медалью Почёта.

## Биография

### Довоенные годы
Из ранней биографии Джеймса Эндрюса известно, что он родился в деревне Холлидейз-Коув (в 1947 году вошла в состав города Уиртон) округа Ханкок, который тогда относился к штату Виргиния (в настоящее время — Западная Виргиния); год рождения ориентировочно 1829, так как в апреле 1862 года ему было около 33 лет. Сам Эндрюс рассказывал историю, что занял у отца пять тысяч долларов и вложил их в мукомольную мельницу, но спустя некоторое время мельница сгорела, а родители же к тому времени переехали в Юго-Западный Миссури. После пожара последовательно разрушились и отношения с двумя девушками, с которыми он встречался. Тогда весной 1858 года Джеймс перебрался в соседний Кентукки, доплыв на плоту в Мейсвилл, а оттуда перебрался уже в Флемингсбург, в котором прожил несколько лет, работая маляром и подрабатывая учителем пения.

### Гражданская война
С началом военных событий Кентукки занял нейтральную позицию — его население не хотело ни отделяться от США, ни сражаться против США. Так как в период гражданской войны прекратилось строительство домов, Эндрюс оказался незанятым, поэтому на несколько месяцев устроился на подработку клерком в гостинице. Затем он на время уехал в Луисвилл, вернувшись из которого, объявил, что его назначили заместителем провост-маршала округа Флеминг. Это было лишь прикрытием, так как за период поездки в Луисвилл Джеймс Эндрюс стал шпионом на службе армии Союза, несмотря на предупреждения об опасности этой профессии, так как в случае плена ему грозила виселица. Однако фактически он поначалу выполнял функции разведчика, а потому часто сопровождая военных и, имея высокий рост, вскоре стал узнаваться жителями крупных городов Кентукки, что затрудняло выполнение шпионажа. Тогда была выбрана тактика двойного агента, для чего Эндрюс переехал в Нашвилл (штат Теннесси), где сумел поступить на службу конфедератам как контрабандист. Теперь он поставлял южанам различные товары, преимущественно хинин и другие медикаменты, а северянам сообщал о перемещениях армии Юга. Поначалу контрабандные товары доставлялись в Нашвилл, а после занятия его войсками Союза — в Чаттанугу (Теннесси) и Атланту (Джорджия).
В этот же период Эндрюс завоевал высокое доверие генерала Бьюэлла и в начале марта предложил последнему дерзкий и смелый план, которым мог помочь армии Севера в наступлении на Чаттанугу: с группой солдат проникнуть на территорию Юга, где захватить поезд и, проехав на нём по Западно-Атлантической дороге, уничтожить несколько крупных мостов, чтобы конфедераты не смогли вовремя доставить в Теннесси подкрепления. Бьюэлл одобрил такую идею, после чего дал указание набрать восемь человек из дивизии генерала Митчела, благодаря чему Эндрюс и познакомился с последним. Группа замаскированных северян без проблем достигла Атланты, однако оказалось, что машинист, с которым они должны были встретиться, накануне был переведён на другую дорогу, поэтому операция провалилась.

### Рейд

Паровоз «Генерал» (1907 год)

После первой неудачной попытки Эндрюс вернулся сразу в штаб Митчела, где сумел договориться о выделении втрое больше людей, некоторые из которых должны уметь водить поезда. 7 апреля были отобраны 22 солдата, к которым примкнул и один гражданский доброволец. Тем же вечером уже затемно группа выдвинулась в поход, чтобы к вечеру 10 апреля достичь Мариетты. Уже с первых часов и на протяжении нескольких дней рейдерам пришлось идти под ливневым дождём, который сильно осложнял продвижение. В таких условиях Эндрюс совершил ошибку, которая оказалась роковой — он ошибочно предположил, что Митчел начнёт свой марш на Чаттанугу с задержкой на сутки, поэтому передал указание своим людям, чтобы они прибыли в Мариетту вечером 11 апреля.

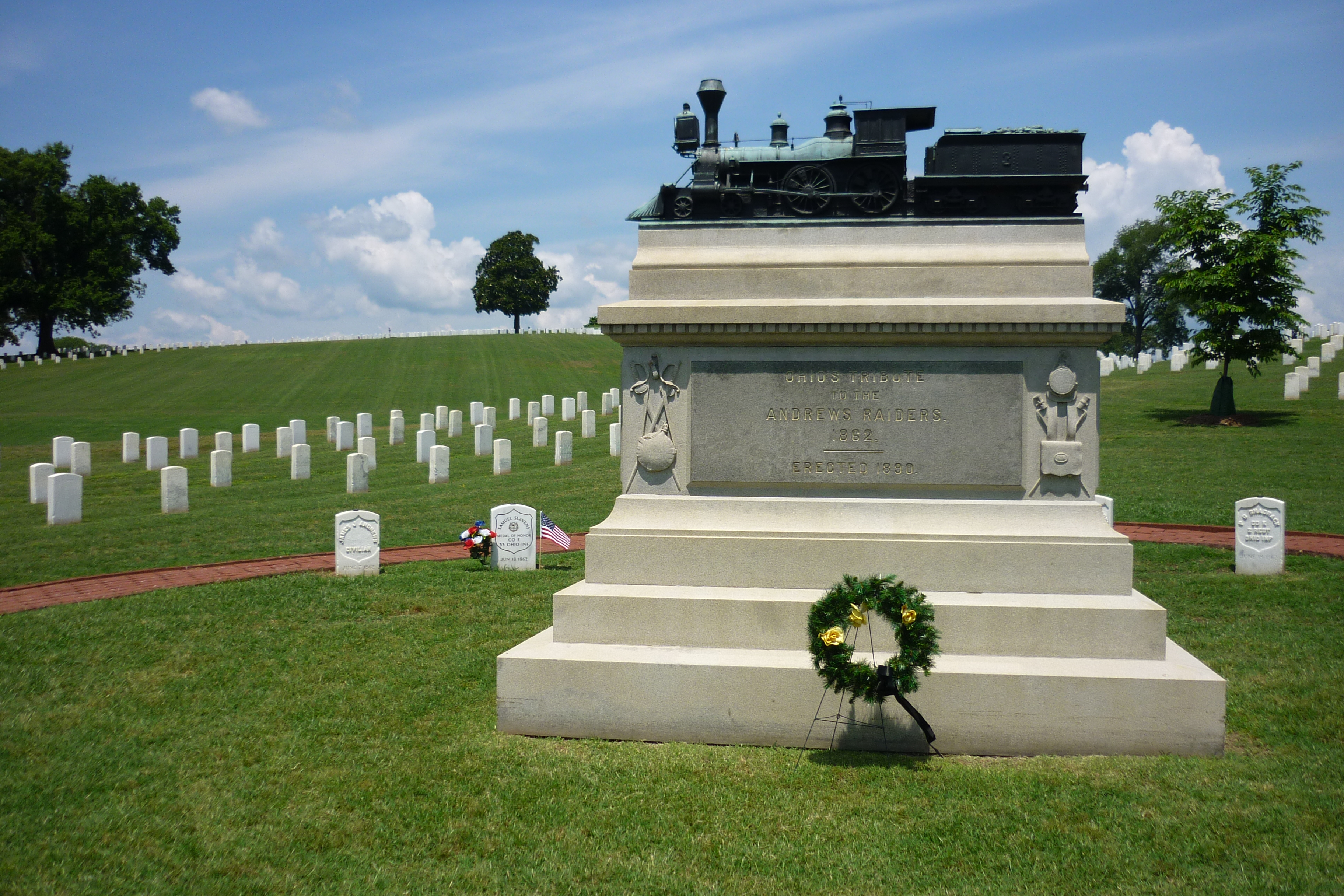
Памятник погибшим рейдерам Эндрюса
(Чаттанугское национальное кладбище)

На следующее утро 12 апреля рейдеры на промежуточной станции Биг-Шанти успешно захватили паровоз «Генерал» и несколько вагонов, после чего направились на нём по дороге на север к Чаттануге. Однако тут сыграла свою роль задержка на день, так как оказалось, что Митчел вопреки догадкам Эндрюса не стал откладывать поход из-за чего 12 апреля южане начали эвакуацию из Чаттануги, что привело к дополнительным поездам на юг, которые задержали состав Эндрюса в Кингстоне больше чем на час. В легенду шпиона, что «Генерал» ведёт состав с боеприпасами для генерала Борегара поверили не все, что добавило нервозности в дальнейшие действия угонщиков. Также Эндрюс не догадывался, что за ними от самой станции Биг-Шанти на протяжении нескольких часов гонятся железнодорожники во главе с кондуктором Уильямом Фуллером, а задержка в Кингстоне привела к тому, что они следовали за рейдерами теперь практически по пятам.
Близ Эдерсвилла Фуллер смог перехватить паровоз «Техас», за счёт чего погоня теперь велась на равных; в свою очередь Джеймс Эндрюс, имея в подчинении два десятка опытных солдат, не решился устроить на дороге засаду и ликвидировать преследователей, а небольшой интервал между локомотивами не позволял сделать остановку для разбора пути. Попытка уничтожить деревянные мосты за счёт поджога провалилась, так как из-за задержки на сутки рейд совершался в день, когда шёл дождь, который помешал загореться древесине. Спустя 7 часов с момента захвата на «Генерале» закончились запасы топлива и воды, поэтому рейдеры были вынуждены его оставить.

### Казнь

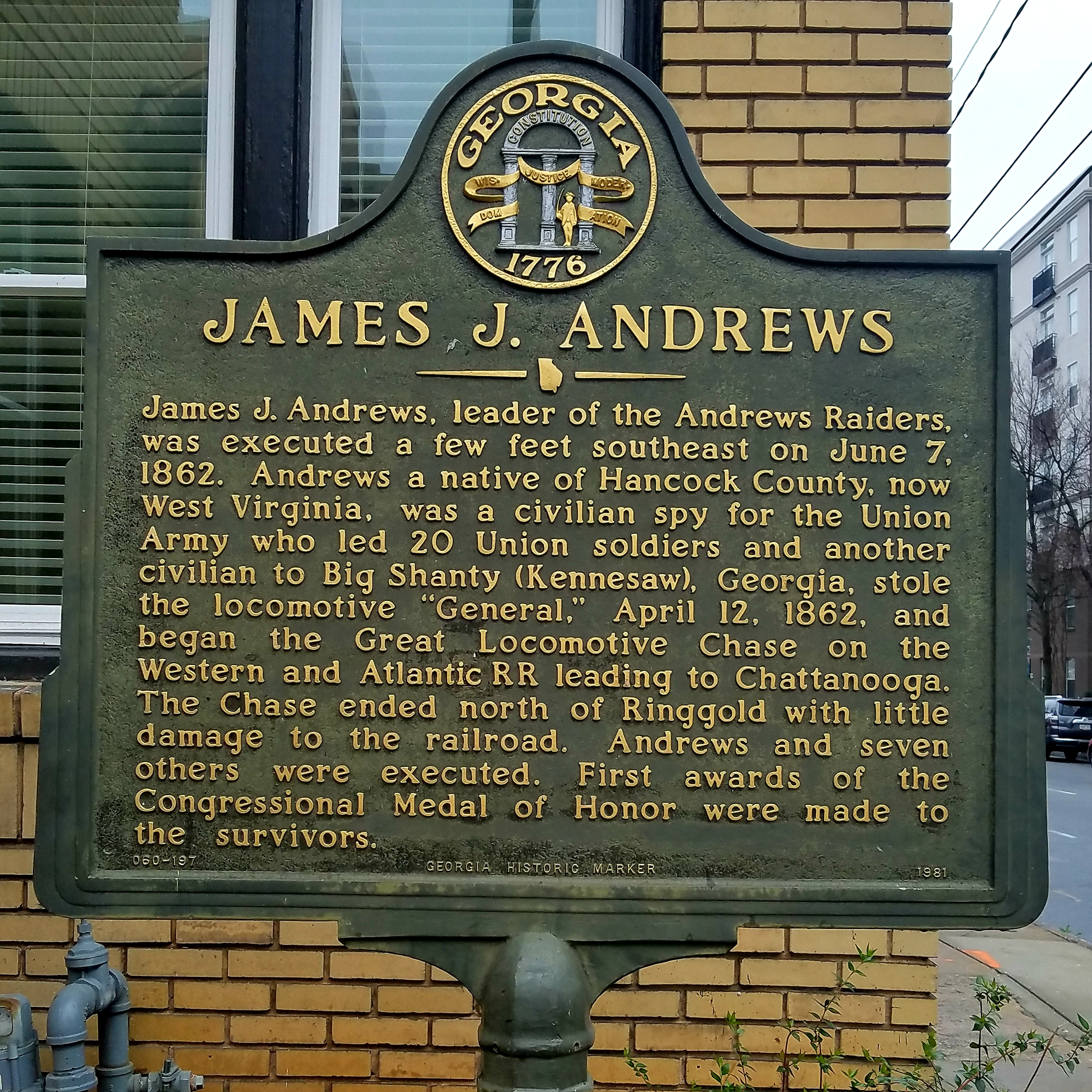
Исторический маркер на месте казни Джеймса Эндрюса (Атланта)

В течение нескольких дней члены отряда Эндрюса были схвачены и помещены в тюрьму в Чаттануге. Сам Джеймс Эндрюс был опознан как лидер и приговорён к казни через повешение. 1 июня он сумел сбежать из плена, однако на следующий день снова был пойман. Из-за приближения армии Союза его по Западно-Атлантической дороге доставили в Атланту, где 7 июня 1862 года в 17 часов повесили на месте современного пересечения улиц 13-й и Джунипер (англ. Juniper Street). Через 11 дней, 18 июня, были повешены ещё 7 человек из его отряда: 6 солдат и 1 гражданский. Тело Эндрюса было похоронено на месте казни; 16 октября 1887 года его останки перенесли на Чаттанугское национальное кладбище и захоронили рядом с остальными казнёнными рейдерами.
Выжившие рейдеры Эндрюса стали первыми награждёнными медалью Почёта — высшей военной наградой США. Сам Эндрюс по правилам не мог быть ей награждён, так как являлся гражданским лицом.

## Личная жизнь
В период жизни в Виргинии Джеймс Эндрюс встречался сразу с двумя девушками и вскоре сделал выбор в пользу одной из них. Однако его избранница в письме отвергла его. Попытка устроить отношения с другой закончились трагически, так как спустя несколько месяцев дама умерла. Уильям Питтенгер, который является автором книг о рейде Эндрюса, однако, уточняет, что данная история о двух женщинах была рассказана самим Эндрюсом, но ни доказать её, ни опровергнуть Питтенгер спустя несколько лет не смог.
В Флемингсбурге он познакомился с Элизабет Дж. Лэйтон (англ. Elizabeth J. Layton) через родителей девушки — владельцев местной гостиницы. Элизабет была на год—два старше Джеймса и разделяла его политические взгляды. Пара была намерена обручиться, и даже была выбрана дата свадьбы — 17 июня 1862 года. Гибель жениха стала для Элизабет тяжёлым ударом, от которого она так и не не смогла оправиться и спустя два года умерла.

## В культуре
Рейд Эндрюса описывается в книге «Daring and Suffering» (с англ. — «Дерзость и страдания») авторства Уильяма Питтенгера — одного из рейдеров.
Рейд Эндрюса лёг в основу знаменитой комедии «Генерал» 1926 года режиссёра Бастера Китона. В 1956 году на студии Walt Disney Pictures при непосредственно участии её основателя Уолта Диснея был снят фильм «Крутой маршрут», который является экранизацией книги Питтенгера; роль Джеймса Эндрюса в данном фильме сыграл Фесс Паркер, который однако совершенно на него не похож.